# Gąsiorowo (gromada)
Gąsiorowo – dawna gromada, czyli najmniejsza jednostka podziału terytorialnego Polskiej Rzeczypospolitej Ludowej w latach 1954–1972.
Gromady, z gromadzkimi radami narodowymi (GRN) jako organami władzy najniższego stopnia na wsi, funkcjonowały od reformy reorganizującej administrację wiejską przeprowadzonej jesienią 1954 do momentu ich zniesienia z dniem 1 stycznia 1973, tym samym wypierając organizację gminną w latach 1954–1972.
Gromadę Gąsiorowo z siedzibą GRN w Gąsiorowie utworzono – jako jedną z 8759 gromad na obszarze Polski – w powiecie pułtuskim w woj. warszawskim, na mocy uchwały nr VI/10/17/54 WRN w Warszawie z dnia 5 października 1954. W skład jednostki weszły obszary dotychczasowych gromad Bielany, Brodowo-Bąboły, Gąsiorowo, Gąsiorówko i Skórznice ze zniesionej gminy Winnica, obszar dotychczasowej gromady Kosiorowo ze zniesionej gminy Gołębie oraz obszary dotychczasowych gromad Kęsy-Pańki i Tąsewy ze zniesionej gminy Kozłowo w tymże powiecie. Dla gromady ustalono 11 członków gromadzkiej rady narodowej.
29 lutego 1956 z gromady Gąsiorowo wyłączono: (a) wieś Kosiorowo włączając ją do gromady Strzegocin w tymże powiecie, oraz (b) wieś Kęsy Pańki włączając ją do gromady Przewodowo Parcele w tymże powiecie.
31 grudnia 1959 z gromady Gąsiorowo wyłączono (a) wsie Bielany, Brodowo, Bąboły, Brodowo Wity i Skórznice, włączając je do gromady Winnica oraz (b) wsie Wypychy i Tąsewy, włączając je do gromady Przewodowo Parcele w tymże powiecie, po czym gromadę Gąsiorowo zniesiono a jej (pozostały) obszar włączono do gromady Strzegocin tamże.